# 堀川三郎
堀川 三郎（ほりかわ さぶろう、1962年 - ）は、日本の社会学者。法政大学社会学部教授。専門は環境社会学、都市社会学。

## 略歴
1987年中央大学文学部哲学科卒業。
1990年慶應義塾大学大学院法学研究科政治学専攻前期博士課程修了。
1994年同大学院社会学研究科後期博士課程単位取得満期退学。2014年慶大より博士（社会学）を取得。
1995年千葉大学文学部行動科学科助手。
1997年法政大学社会学部専任講師。2001年助教授。2007年教授。

## 著書
- 『自然環境と環境文化』（鳥越皓之編, 有斐閣, 2001年）
- 『環境総合年表』（環境総合年表委員会編, すいれん舎, 2010年）
- 『環境をめぐる公共圏のダイナミズム』（池田寛二・長谷部俊治共編, 法政大学出版局, 2012年）
- 『町並み保存運動の論理と帰結 小樽運河問題の社会学的分析』（東京大学出版会,2018年）